# Transrealismo (literatura)
O transrealismo é uma modalidade literária que mistura as técnicas de incorporação de elementos fantásticos usados na ficção científica com as técnicas de descrição de percepções imediatas do realismo naturalista. Embora combine os pontos fortes das duas abordagens, é em grande parte uma reação às suas fraquezas percebidas. O transrealismo aborda o escapismo e a desconexão com a realidade da ficção científica, proporcionando uma caracterização superior por meio de recursos autobiográficos e simulação de conhecidos do autor. Ele aborda o cansaço e os limites do realismo usando elementos fantásticos para criar novas metáforas para a mudança psicológica e para incorporar a percepção do autor de uma realidade superior na qual a vida está inserida. Uma possível fonte para esta realidade superior são os modelos cada vez mais estranhos do universo apresentados na astrofísica teórica.
Seu principal proponente e figura de destaque é o autor de ficção científica Rudy Rucker. Rucker cunhou o termo "transrealismo" depois de ler A Scanner Darkly, de Philip K Dick, descrito como "autobiografia transcendental", e expôs os princípios do transrealismo em um pequeno ensaio intitulado "A Transrealist Manifesto" em 1983. Rucker aplicou muitos desses princípios em seus contos e romances, notadamente White Light e Saucer Wisdom. Damien Broderick identificou alguns outros autores que em algum momento utilizaram tropes transrealistas para incluir Martin Amis, Margaret Atwood, Iain Banks, John Barth, JG Ballard, John Calvin Batchelor, Jonathan Carroll, Philip K. Dick especialmente, Karen Joy Fowler, Lisa Goldstein, James Morrow, Thomas Pynchon, Joanna Russ e James Tiptree Jr.
Damien Broderick argumenta que um estado de percepção (denominado transrealidade) que é divertidamente contrário à realidade consensual é um pré-requisito para escrever uma ficção transrealista eficaz. O ponto de vista necessário é lúdico no sentido de que o autor não precisa acreditar literalmente na interpretação fantástica da percepção e pode sustentá-la e solapá-la por meio de referência à ciência especulativa. Um exemplo disso pode ser visto no blog de Rucker, onde ele discute uma experiência em um terminal de aeroporto. Em um ensaio de 2014, Damien Walter argumentou que a ficção científica e outras literaturas estavam convergindo cada vez mais, e que a recusa de enredo e personagens "arquetípicos" no transrealismo "é para ser desconfortável, dizendo-nos que nossa realidade é, na melhor das hipóteses, construída, no pior inexistente".
A postura do transrealismo contra a realidade consensual o identifica como uma literatura pós-moderna semelhante ao surrealismo e cobrindo praticamente o mesmo terreno que a literatura slipstream. O transrealismo pode ser considerado um subconjunto de slipstream, dependendo de como o último termo é definido, ou como Broderick postula, slipstream pode ser quase a mesma coisa que transrealismo. Broderick também argumenta que a abordagem da literatura oferecida pela ficção científica como um todo, incluindo tanto o transrealismo quanto o slipstream, torna-se mais crucial à medida que a sociedade possivelmente se aproxima de uma singularidade tecnológica.
- Broderick, Damien (2000). Transrealist Fiction: Writing in the Slipstream of Science. Westport, CT: Greenwood Press. ISBN 0-313-31121-8